# Firgas
Firgas è un comune spagnolo di 6.865 abitanti situato nella comunità autonoma delle Canarie.

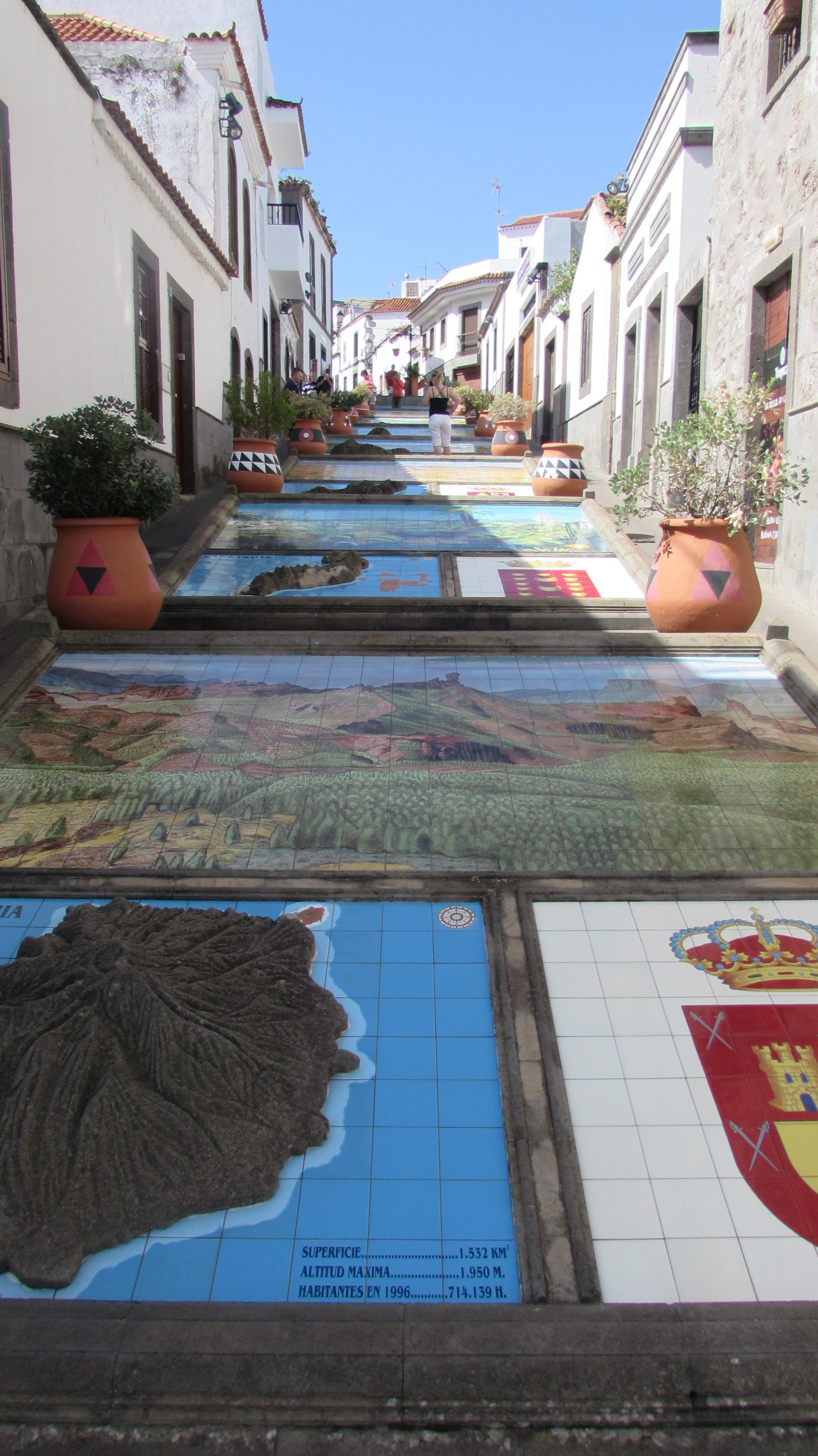
Firgas 2020

Questa cittadina è famosa grazie alla produzione dell'omonima acqua minerale. Nei pressi di Firgas si trova infatti un impianto di imbottigliamento che produce all'incirca 200.000 bottiglie di acqua minerale ogni giorno. L'acqua Firgas è la più diffusa su tutta Gran Canaria.